# Yo, "El Vaquilla"
Yo, "El Vaquilla" è un film del 1985, diretto da Jose Antonio de la Loma che racconta la vita del criminale El Vaquilla.

## Trama
Juan José Moreno Cuenca, noto come el Vaquilla, ha 23 anni ed è detenuto nel carcere Ocaña 1 di Toledo. Lì racconta la sua storia di criminale al giornalista Xavier Vinader. Orfano di padre, il criminale racconta come è cambiata la sua infanzia quando sua madre è finita in prigione.